# تشايا موغال
تشايا موغال (من مواليد 20 يونيو 1986) لاعبة كريكيت هندي المولد تلعب مع منتخب الإمارات العربية المتحدة للكريكيت للسيدات وهي القائد الحالي للمنتخب الوطني. 

## الحياة الشخصية
نشأت موغال في جامو وكشمير . انتقلت إلى الإمارات العربية المتحدة في عام 2009م و هي تعمل كمعلمة. بدءاً من يناير 2022م قامت بالتدريس في مدرسة السفير في دبي .

## احتراف الكريكيت
قبل انتقالها إلى الإمارات العربية المتحدة كانت موغال تمثل ولاية جامو وكشمير في لعبة الكريكيت المحلية الهندية.  في يوليو 2018م تم اختيارها ضمن تشكيلة الإمارات العربية المتحدة لبطولة تصفيات العالم توينتي للسيدات لعام 2018م .  و ظهرت لأول مرة في بطولة WT20I ضد هولندا في 7 يوليو 2018م.
قادت موغال الإمارات العربية المتحدة في تصفيات كأس العالم للسيدات2021 ICC Women's T20 World Cup Asia Qualifier, حيث لم يهزم فريقها خلال تصفيات كأس العالم T20 للسيدات 2022 ICC .  واحتفظت بشارة قيادة المنتخب خلال التصفيات التي استضافتها الإمارات في سبتمبر 2022م.  في أكتوبر 2022م قادت فريق الإمارات العربية المتحدة في كأس آسيا توينتي للسيدات .

## روابط خارجية
- تشايا موغال at ESPNcricinfo